# 皱齿鲨属
皱齿鲨属是一类灭绝的鲨鱼，是皱齿鲨科（Ptychodontidae）下的一属。它们生活在浅海中，以长着厚壳的无脊椎动物为食。全球所有大陆的晚白垩纪海洋沉积物中都有大量的皱齿鲨属牙齿化石被发现。这些物种有莫氏皱齿鲨（P. mortoni）、垂皱齿鲨（P.decurrens）、缘皱齿鲨（P.marginalis）、乳突皱齿鲨（P.mammillaris）、褶皱皱齿鲨（P.rugosus）和最阔皱齿鲨（P. latissimus）等。它们大约于8500万年前在西部内陆海道消失。一項2016年的研究發現皺齒鯊屬實際上屬於新鯊類，而不是之前所認為的弓鯊目或鰩總目。

## 图库

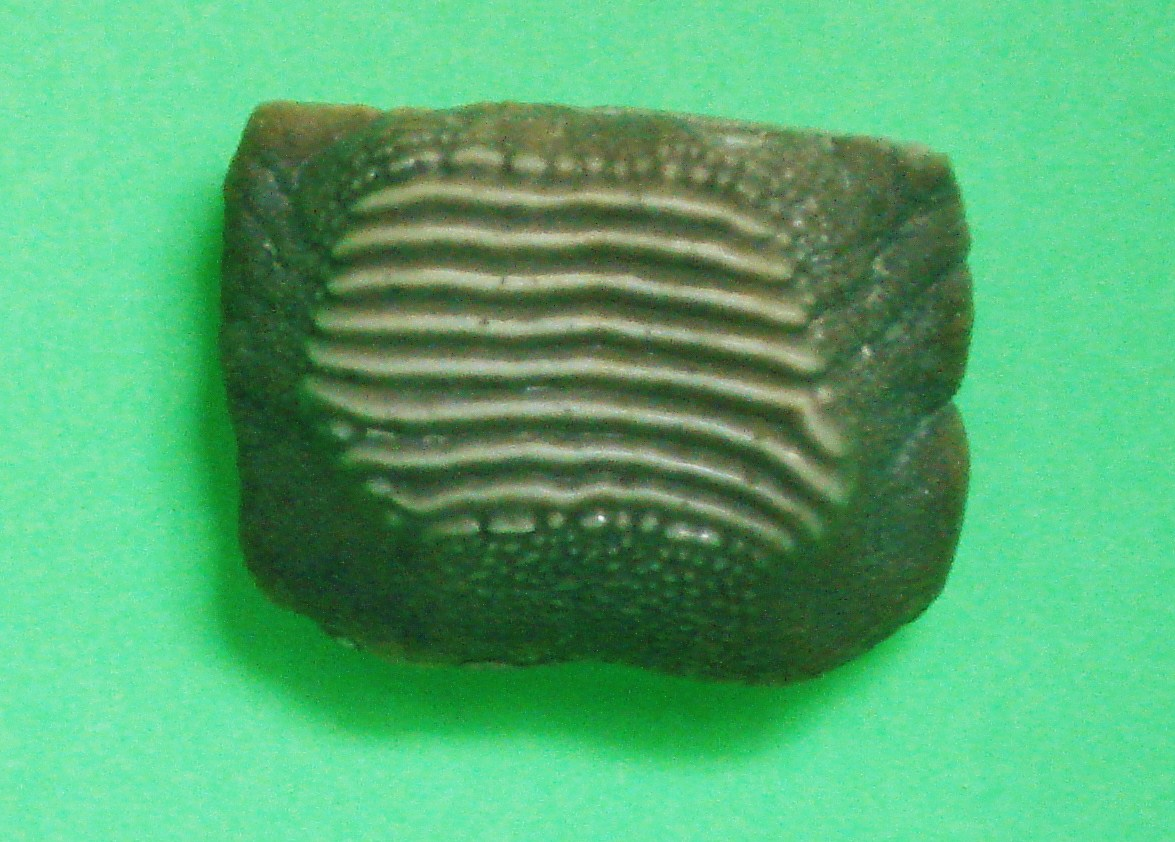
乳突皺齒鯊（P.mammillaris）的牙齿
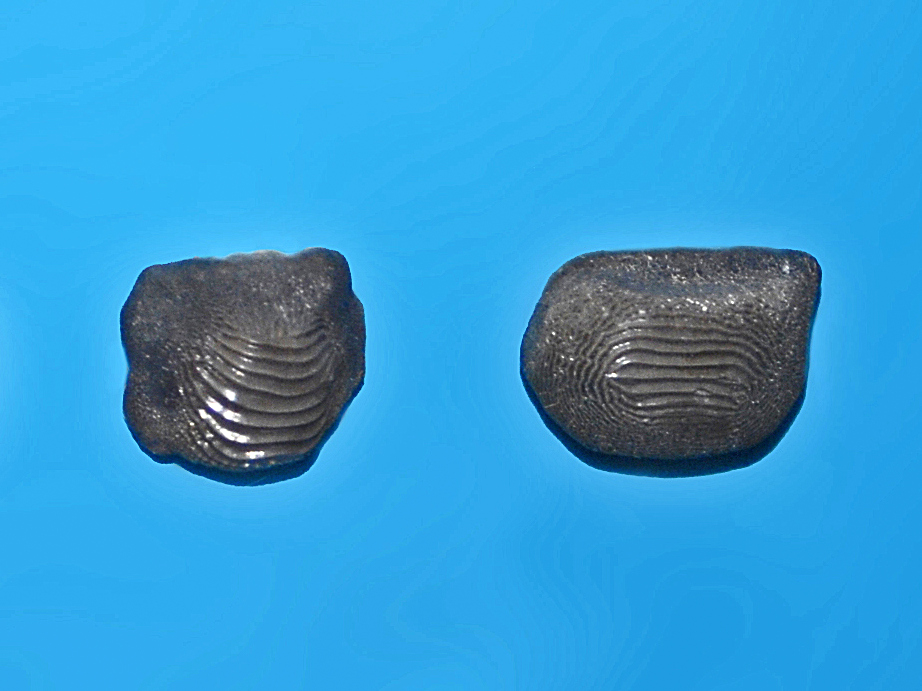
白垩纪的垂皺齒鯊（P.decurrens）的牙齿，发现于美国
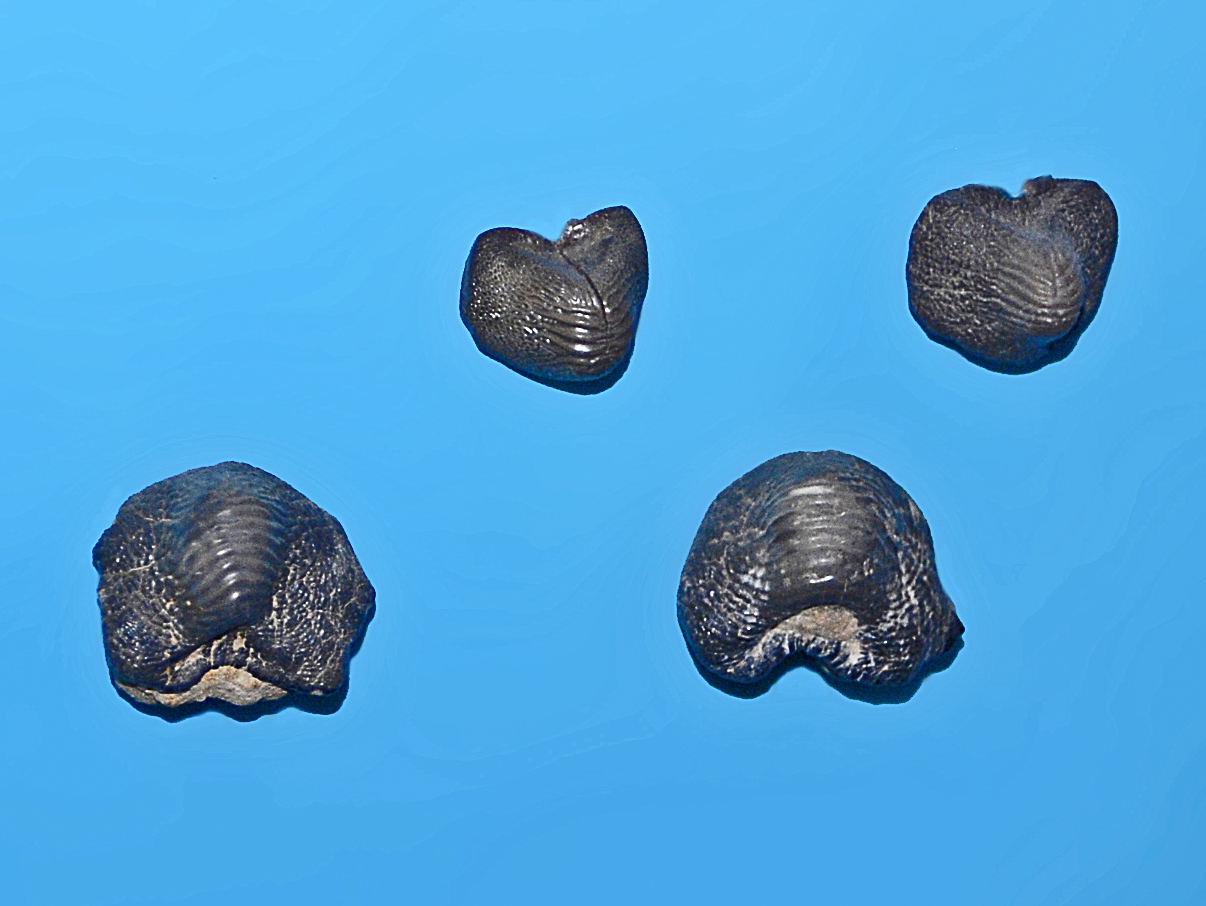
白垩纪的Ptychodus anonymous的牙齿，发现于美国
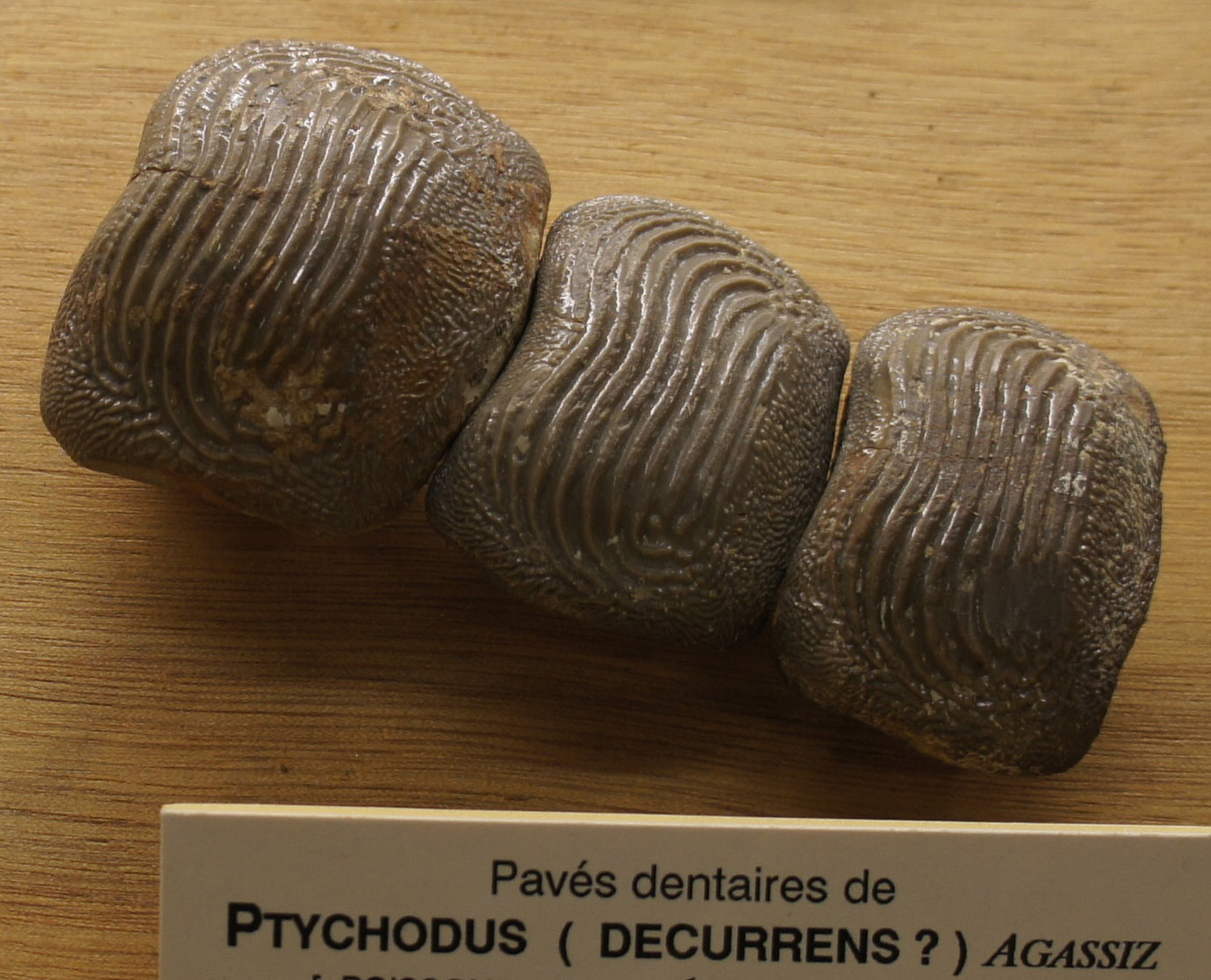
皱齿鲨属的下颚

## 词源
皺齒鯊屬的属名「Ptychodus」来自希腊语「ptychos（褶皱、分层）」和「odon（牙齿）」，形容其牙齿上的褶皱纹路，这些牙齿最初發現於尼奧布拉拉層。

## 下属物种
本属包括以下物种：
- Ptychodus altior  Agassiz 1839
- Ptychodus anonymus  Williston 1900
- Ptychodus arcuatus Agassiz 1837
- Ptychodus articulatus Agassiz 1837
- Ptychodus belluccii Bonarelli 1899
- Ptychodus concentricus Agassiz 1839
- 垂皺齒鯊 Ptychodus decurrens  Agassiz 1839
- Ptychodus elevatus Leriche 1929
- Ptychodus gibberulus Agassiz 1837
- Ptychodus janewayii Cope 1874
- 最闊皺齒鯊 Ptychodus latissimus Agassiz 1843
- Ptychodus mahakalensis Chiplonkar and Ghare 1977
- 乳突皺齒鯊 Ptychodus mammillaris Agassiz 1839
- 缘皱齿鲨 Ptychodus marginalis Agassiz 1839
- 莫氏皱齿鲨 Ptychodus mortoni Agassiz 1843
- Ptychodus multistriatus Woodward 1889
- Ptychodus oweni Dixon, 1850
- Ptychodus paucisulcatus Dixon 1850
- Ptychodus polygyrus Agassiz 1839
- 皱褶皱齿鲨 Ptychodus rugosus Dixon 1850
- Ptychodus spectabili Agassiz 1837
- 维氏皱齿鲨 Ptychodus whipplei Marcou 1858

## 发现

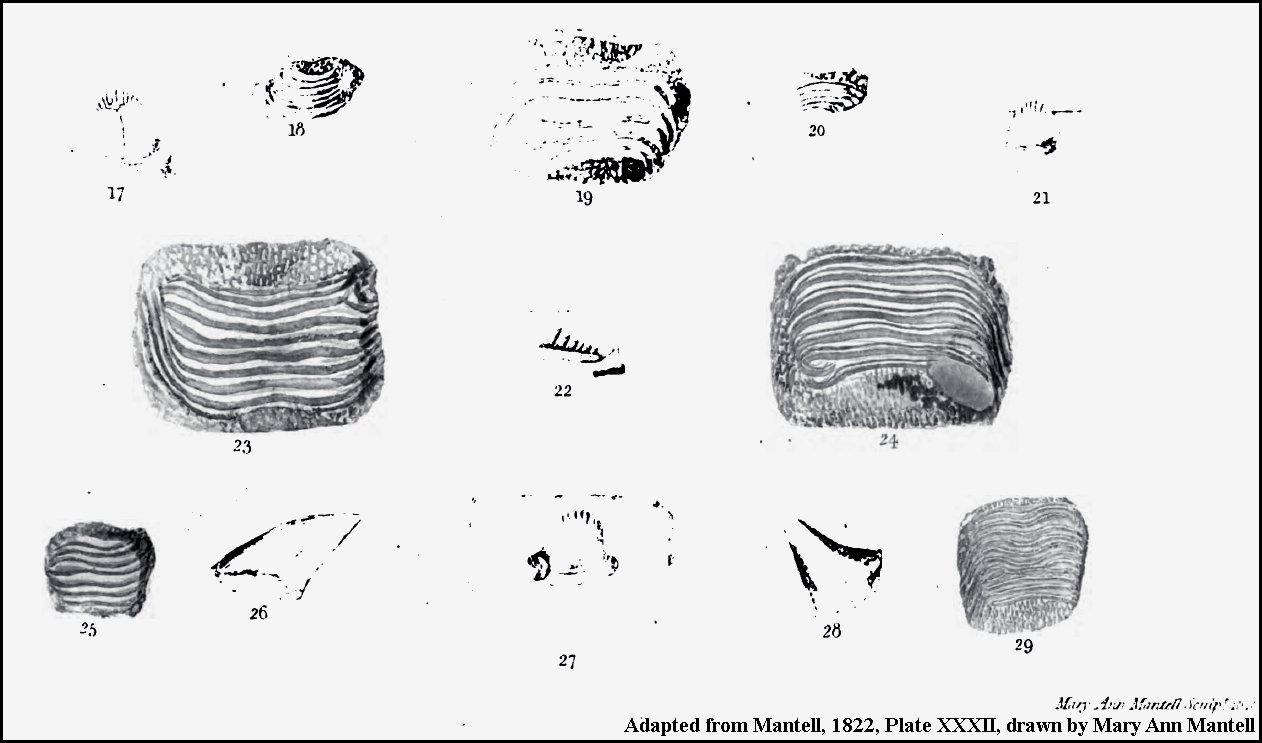
1822年发现的第一颗皱齿鲨属的牙齿

由于全球分布范围广，皱齿鲨在化石历史中有很好的代表性。目前已经发现了皱齿鲨属的许多化石，如孤立的牙齿、牙列碎片、钙化的椎骨、牙齿和钙化软骨的相关碎片。19世纪早期在英格兰发现了皱齿鲨属的第一个遗骸，发现者将其描述为某种鱼类的颌骨。
1868年，当萊迪在堪萨斯州海斯堡附近报告并描述了一颗受损的牙齿时，堪萨斯州第一次发现皱齿鲨属牙齿。此后，该属在几乎完美的条件下发现了更多的牙齿，并确定了该属中的其他物种。在美国、巴西、加拿大、捷克共和国、法国、德国、印度、日本、约旦、墨西哥、瑞典和英国的海洋地层中均发现了该属内的物种化石。在世界不同地区发现了许多翼柱头鲨属化石的事实提供了在阿爾布期至土侖期时期物种分布的证据。

## 描述
皱齿鲨属长约10米（33英尺），在美国堪萨斯州出土。皱齿鲨的分类为止尚不明确。传统分类学认为其是一种大型弓鲨目，但更新的观点则对这种观点提出了一些质疑，认为它更有可能属于新鯊類。它可能像弓鲛目鲨鱼一样长着鳞片，被大的软骨骨架加固，并且沿着背鳍承载着大的锯齿状刺，但相关的化石证据并不明确。与鲸鲨和姥鲨这些依靠鳃耙滤食的大型鲨类不同，皱齿鲨属有一个巨大的碾压型板牙。 皱齿鲨属的颌上有多达480颗牙齿，其中220颗位于下颌，260颗位于上颌，这些牙齿也非常大。古生物学家认为，最大的牙板长55厘米，宽45厘米。该属之间有两种不同的牙板形态：一个是并列的、不重叠的齿排，另一个是叠瓦状的齿排。人们认为这种形状与物种的饮食和地理位置相吻合，但它的生存时间也很重要。
緣皺齒鯊（P .marginalis）的牙齿与P .polygyrus不同。緣皺齒鯊位于英国白垩纪的中森諾曼期到中土侖期矿床，而P. polygyrus位于晚桑托期至早坎帕期矿床。

## 古生态学
目前没有确凿的证据证明皱齿鲨属的成员包含在其他鲨鱼的食物中，例如虎鲨目成员。皱齿鲨属是一类食殼性食肉动物，其习性与其生境种大多数的大型食肉动物，如沧龙科、上龙亚目和其他鲨鱼如白垩刺甲鲨，生态位区别较大。其潜在的竞争者包括像球齒龍、原盖龟等其他具有食殼性的大型食肉动物。它的生活范围与西部内陆海道相连，在那里它被限制在中部和南端，远离同一时期高度集中的白垩刺甲鲨和角鳞鲨属。该海域属亚热带环境，皱齿鲨属不仅似乎更喜欢这个地区，其主要的潜在猎物，如Cremnoceramus、Volviceramus和其他底栖软体动物也高度集中
。

### 食性
皱齿鲨属是一类食殼性捕食者，可能主要以大型双壳类和甲壳类动物为食。传统观点认为皱齿鲨属是严格的底棲攝食者，食物仅限于缓慢的贝类及其他软体动物、底栖节肢动物等，以及偶尔可以摄取白垩纪巨型动物的沉没腐尸。但新观点认为在印度南部发现的垂皺齒鯊（P.decurrens）吃带硬壳的软体动物。当时最大的双壳类动物之一是9英尺长的Platyceramus，它是一种带壳的软体动物，它可以为任何其他生物提供难以进食的食物，但是皱齿鲨属的板牙可以轻松地咬碎这种软体动物的硬壳。